# (7737) Sirrah
(7737) Sirrah (1981 VU) – planetoida z pasa głównego asteroid okrążająca Słońce w ciągu 3,81 lat w średniej odległości 2,44 j.a. Odkryta 5 listopada 1981 roku.